# الجيش الحادي والثلاثون (اليابان)

## وصلات خارجية
- Wendel، Marcus. "Axis History Factbook". Japanese Thirty First Army. مؤرشف من الأصل في 2022-01-08.